# Decollidrillia
Decollidrillia là một chi ốc biển, là động vật thân mềm chân bụng sống ở biển trong họ Turridae.

## Các loài
Các loài thuộc chi Decollidrillia bao gồm:
- Decollidrillia nigra Habe & Ito, 1965[2]